# Vaifro Goffi
Vaifro Goffi (Brescia, 28 novembre 1919 – ...) è stato un calciatore italiano, di ruolo mediano.

## Carriera
Cresciuto nelle file del Brescia, con le rondinelle ha debuttato in Serie B il 19 gennaio 1940 nella partita casalinga contro la Sanremese, vinta per 1-0.
Durante l'estate di quell'anno è passato alla Cremonese, con la quale nel primo dopoguerra è stato promosso in Serie B, e coi grigiorossi ha poi disputato tre campionati di seconda serie, totalizzando 88 presenze.